# Champions Trophy mannen 2010
De 32ste editie van de Champions Trophy hockey werd gehouden van 31 juli tot en met 8 augustus 2010 in Mönchengladbach, Duitsland.
De deelnemers waren het gastland, de regerend olympisch kampioen (2008), de regerend wereldkampioen en de winnaar van de vorige Champions Trophy. Daarnaast doet ook de recentste winnaar van de Champions Challenge mee. Het deelnemersveld wordt aangevuld met de beste landen van de wereldkampioenschap 2010.

## Geplaatste teams
- Australië (winnaar Champions Trophy 2009 en wereldkampioen)
- Duitsland (olympisch kampioen) en gastland
- Engeland (vierde op het wereldkampioenschap)
- Nederland (derde op het wereldkampioenschap)
- Nieuw-Zeeland (winnaar Champions Challenge 2009)
- Spanje (vijfde op het wereldkampioenschap)

## Scheidsrechters
De FIH heeft 9 scheidsrechters aangesteld.
- Bjorn Bachmann
- Murray Grime
- Nigel Iggo
- Satinder Kumar
- German Montes

- Deon Nel
- Nathan Stagno
- Francisco Vazquez
- Roderick Wijsmuller

## Groepsfase
| Team          | Pts | Pld | W | D | L | GF | GA | GD  |
| ------------- | --- | --- | - | - | - | -- | -- | --- |
| Australië     | 15  | 5   | 5 | 0 | 0 | 24 | 8  | +16 |
| Engeland      | 7   | 5   | 2 | 1 | 2 | 15 | 16 | −1  |
| Duitsland     | 6   | 5   | 2 | 0 | 3 | 12 | 11 | +1  |
| Nederland     | 6   | 5   | 2 | 0 | 3 | 13 | 15 | −2  |
| Spanje        | 5   | 5   | 1 | 2 | 2 | 13 | 17 | −4  |
| Nieuw-Zeeland | 4   | 5   | 1 | 1 | 3 | 13 | 23 | −10 |

### Spelprogramma
| 31 juli       |                |               |  |
| Duitsland     | 4 - 2 (4-0)    | Engeland      |  |
| Australië     | 9 - 1 (5-1)    | Nieuw-Zeeland |  |
| Nederland     | 5 - 2 (4-1)    | Spanje        |  |
| 1 augustus    |                |               |  |
| Nieuw-Zeeland | 2- 5 (0-2)     | Duitsland     |  |
| Nederland     | 3 - 6 (0-1)    | Australië     |  |
| Spanje        | 3 - 3 (0-2)    | Engeland      |  |
| 3 augustus    |                |               |  |
| Duitsland     | 2 - 3 (0-1)    | Spanje        |  |
| Nieuw-Zeeland | 3 - 1 (2-0)    | Nederland     |  |
| Australië     | 3 - 2 (3-1)    | Engeland      |  |
| 5 augustus    |                |               |  |
| Spanje        | 4 - 4 (2 - 2)  | Nieuw-Zeeland |  |
| Engeland      | 4 - 3 (2 - 3)  | Nederland     |  |
| Duitsland     | 1 - 3 (1 - 1)  | Australië     |  |
| 7 augustus    |                |               |  |
| Engeland      | 4 - 3          | Nieuw-Zeeland |  |
| Nederland     | 1 - 0 ( 1 - 0) | Duitsland     |  |
| Australië     | 3 - 1          | Spanje        |  |

## Finales
Om vijfde plaats
| 8 augustus 10:00 (UTC+1) |       |               |  |
| Spanje                   | 3 – 2 | Nieuw-Zeeland |  |
|                          |       |               |  |

Troostfinale
| 8 augustus 12:30 (UTC+1) |       |           |  |
| Duitsland                | 1 – 4 | Nederland |  |
|                          |       |           |  |

Finale
| 8 augustus 15:00 (UTC+1) |       |          |  |
| Australië                | 4 – 0 | Engeland |  |
|                          |       |          |  |

## Eindstand
1. Australië
2. Engeland
3. Nederland
4. Duitsland
5. Spanje
6. Nieuw-Zeeland

Mannen:
Lahore 1978 ·
Karachi 1980 ·
Karachi 1981 ·
Amstelveen 1982 ·
Karachi 1983 ·
Karachi 1984 ·
Perth 1985 ·
Karachi 1986 ·
Amstelveen 1987 ·
Lahore 1988 ·
Berlijn 1989 ·
Melbourne 1990 ·
Berlijn 1991 ·
Karachi 1992 ·
Kuala Lumpur 1993 ·
Lahore 1994 ·
Berlijn 1995 ·
Chennai 1996 ·
Adelaide 1997 ·
Lahore 1998 ·
Brisbane 1999 ·
Amstelveen 2000 ·
Rotterdam 2001 ·
Keulen 2002 ·
Amstelveen 2003 ·
Lahore 2004 ·
Chennai 2005 ·
Barcelona 2006 ·
Kuala Lumpur 2007 ·
Rotterdam 2008 ·
Melbourne 2009 ·
Mönchengladbach 2010 ·
Auckland 2011 ·
Melbourne 2012 ·
Bhubaneswar 2014 ·
Londen 2016 ·
Breda 2018
Vrouwen:
Amstelveen 1987 ·
Frankfurt 1989 ·
Berlijn 1991 ·
Amstelveen 1993 ·
Mar del Plata 1995 ·
Berlijn 1997 ·
Brisbane 1999 ·
Amstelveen 2000 ·
Amstelveen 2001 ·
Macau 2002 ·
Sydney 2003 ·
Rosario 2004 ·
Canberra 2005 ·
Amstelveen 2006 ·
Quilmes 2007 ·
Mönchengladbach 2008 ·
Melbourne 2009 ·
Nottingham 2010 ·
Amstelveen 2011 ·
Rosario 2012 ·
Mendoza 2014 ·
Londen 2016 ·
Changzhou 2018